# 영 미코
영 미코(Young Miko, 1997년 11월 8일 ~ )는 푸에르토리코의 래퍼, 싱어송라이터이다.

## 음반 목록

### 정규 음반
- Att. (2024)

### EP
- Trap Kitty (2022)